# Tlalpan
Koordinaten: 19° 17′ N, 99° 10′ W
Tlalpan ist der flächenmäßig größte der 16 Verwaltungsbezirke (demarcaciones territoriales) von Mexiko-Stadt. 2010 lebten hier etwa 650.000 Einwohner. Die Ortsbezeichnung stammt aus dem Nahuatl und bedeutet „über der Erde“ (tlalli = Erde, pan = über).
Tlalpan liegt im Südwesten des Stadtgebiets und grenzt im Norden an Coyoacán, im Westen an den Bezirk La Magdalena Contreras, im Südwesten an den Bundesstaat México, im Süden an Morelos und im Osten an die Bezirke Xochimilco und Milpa Alta. Der Verwaltungsbezirk umfasst neben dem eigentlichen Tlalpan 140 weitere Ortschaften, darunter mit San Miguel Topilejo und San Miguel Ajusco zwei Mittelstädte.

## Geschichte
Im Gebiet der heutigen Demarcación territorial Tlalpan liegen die ältesten menschlichen Ansiedlungen im Tal von Mexiko: Cuicuilco, Ajusco und Topilejo. Cuicuilco war zwischen 650 und 100 v. Chr. besiedelt und hatte etwa 20.000 Einwohner.
Tlalpan war zur Zeit der Azteken ein unabhängiger Ort südlich der im Texcoco-See gelegenen Stadt Tenochtitlán. Daher rührt auch der Name, da Tlalpan im Gegensatz zu den im See gelegenen Gebieten nicht auf "schwimmenden Inseln", sondern auf festem Boden liegt.

## Geographie
Tlalpan hat eine Gesamtfläche von mehr als 300 km², wovon der größte Teil (etwa 70 %) Wald, Brachland und landwirtschaftlich genutzte Bereiche sind; weniger als 30 % sind Wohn- und Industriegebiete.
Im Gebiet von Tlapan befindet sich unter anderem der erloschene Vulkan Xitle, dessen Ausbruch um 100 v. Chr. das kulturelle Zentrum von Cuicuilco zerstörte.

## Sehenswürdigkeiten

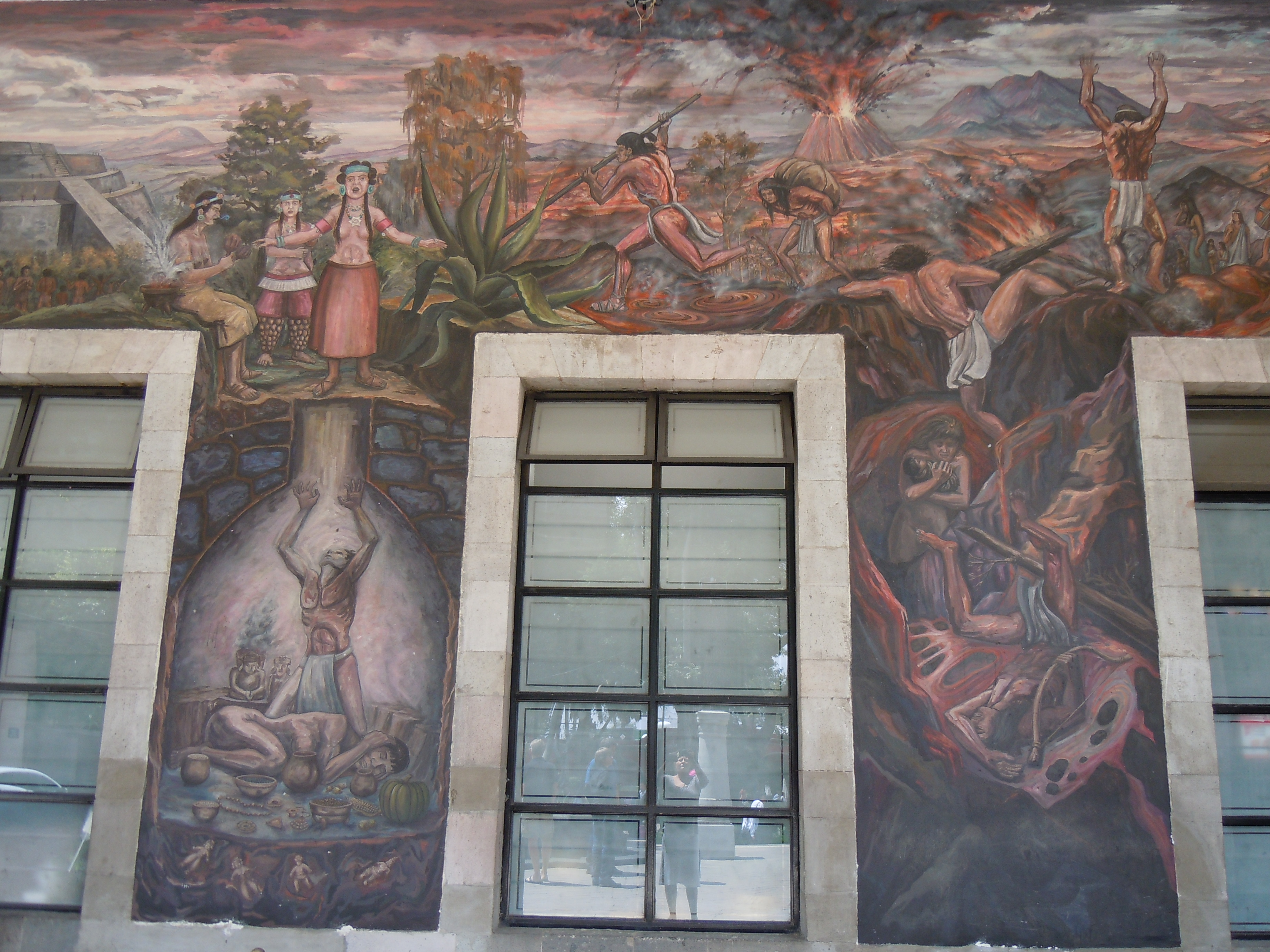
Teil der Wandmalerei am Edificio Delegacional

Von Cuicuilco sind die Reste einer Pyramide erhalten, die ursprünglich etwa 80 Meter lang und 20 Meter hoch war.
Im historischen Zentrum sind noch viele koloniale Häuser erhalten. Am Gebäude der Bezirksverwaltung befinden sich großflächige Wandmalereien, die die Historie des Ortes zeigen. Nahe dem Ortskern von Tlalpan mit einem fast ländlich wirkenden Zócalo liegt ein ausgedehnter Park, der Bosque de Tlalpan, ein beliebtes Ausflugsziel der Einwohner der Hauptstadt. An der Straße zum Ajusco liegt der Vergnügungspark Six Flags Mexico.